# La Toma
La Toma – miasto w Argentynie, w prowincji San Luis, stolica departamentu Coronel Pringles.
Według danych szacunkowych na rok 2010 miejscowość liczyła 7 364 mieszkańców.